# Parafia Narodzenia Najświętszej Maryi Panny w Łosiu (powiat gorlicki)
Parafia Narodzenia Najświętszej Maryi Panny w Łosiu – parafia rzymskokatolicka, znajdująca się w diecezji tarnowskiej, w dekanacie Ropa.

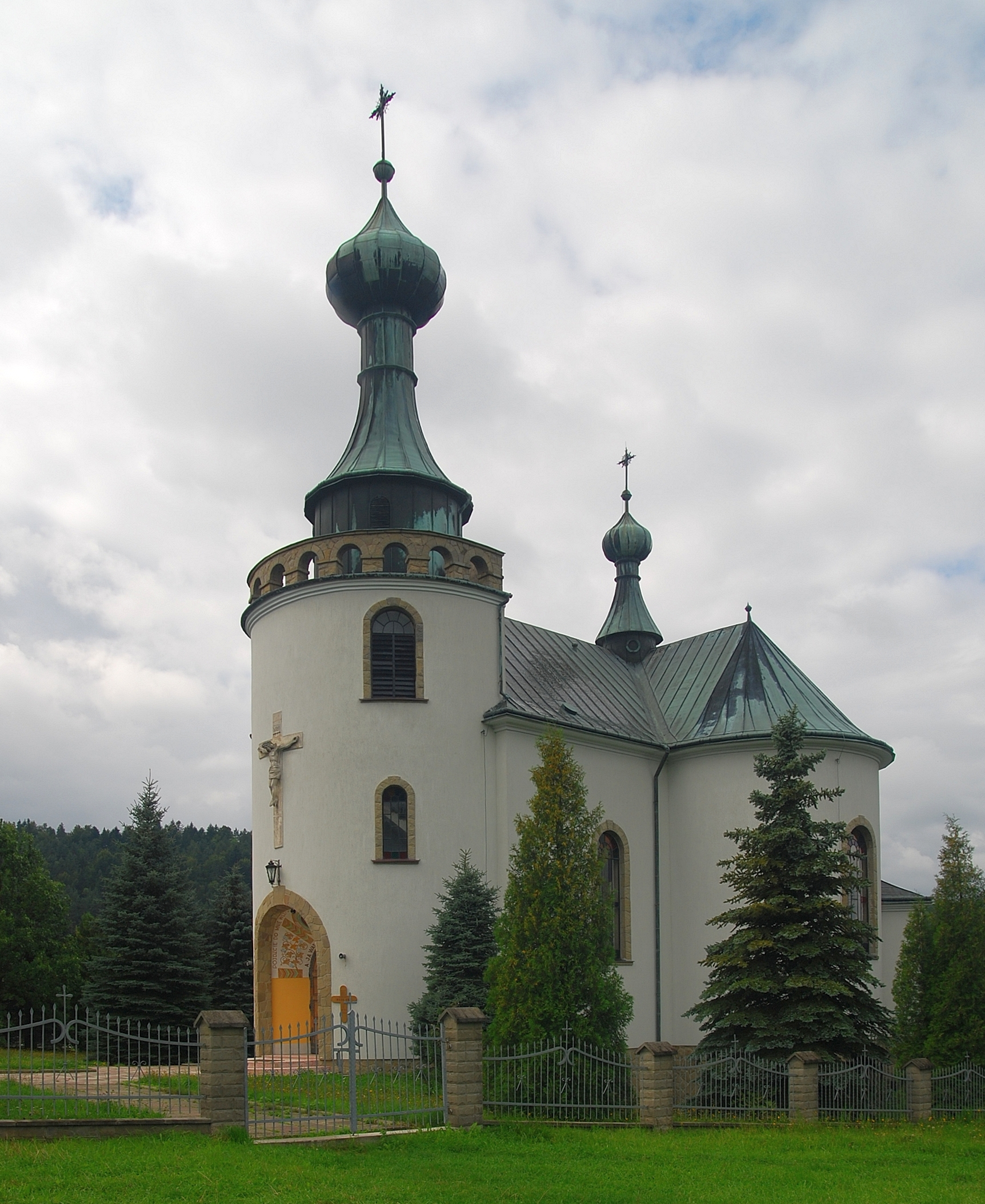
Kościół pomocniczy w dawnej cerkwi w Klimkówce